# ابوالحسن‌آباد (محمودآباد)
ابوالحسن آباد، روستایی است از توابع بخش سرخ‌رود شهرستان محمودآباد در استان مازندران ایران.

## جمعیت
این روستا در دهستان هرازپی شمالی قرار دارد و براساس سرشماری مرکز آمار ایران
[ ]
١٣٨۵ (۷۴خانوار) بوده‌است.